# گورستان گوربابا حیدر
گورستان گوربابا حیدر مربوط به سده‌های میانه دوران‌های تاریخی پس از اسلام است و در شهرستان جاجرم، بخش مرکزی، ۳ کیلومتری جنوب غرب شهر درق واقع شده و این اثر در تاریخ ۲۸ شهریور ۱۳۸۶ با شمارهٔ ثبت ۱۹۶۹۶ به‌عنوان یکی از آثار ملی ایران به ثبت رسیده است.